# Futbolen Klub Levski Lom
Il Futbolen Klub Levski Lom (in bulgaro Футболен Клуб Левски Лом?), noto come Levski Lom, è una società calcistica bulgara di Lom. Milita nella Vtora liga, la seconda serie del campionato bulgaro di calcio.
Fondato nel 1921, ha più volte subito scioglimenti e rifondazioni. Ricostituito nel 2020, ottenne la promozione nella Vtora liga vincendo il gruppo nord-ovest del campionato di Treta liga nella stagione 2020-2021.
Disputa le partite casalinghe allo stadio municipale di Lom (2 500 posti).

## Organico

### Rosa 2021-2022
Aggiornata al 23 agosto 2021.
| N. |                     | Ruolo | Calciatore         |
| -- | ------------------- | ----- | ------------------ |
| 1  | Bulgaria (bandiera) | P     | Diyan Valkov       |
| 4  | Bulgaria (bandiera) | D     | Nikolay Hristov    |
| 5  | Bulgaria (bandiera) | D     | Kristiyan Grigorov |
| 6  | Bulgaria (bandiera) | C     | Galen Nenov        |
| 7  | Bulgaria (bandiera) | C     | Georgi Tsekov      |
| 8  | Bulgaria (bandiera) | C     | Daniel Kutev       |
| 10 | Bulgaria (bandiera) | A     | Yordan Georgiev    |
| 11 | Bulgaria (bandiera) | D     | Vasil Sapundzhiev  |
| 12 | Bulgaria (bandiera) | P     | Ivan Rizov         |
| 13 | Bulgaria (bandiera) | D     | Raif Muradov       |
| 14 | Bulgaria (bandiera) | D     | Petar Genchev      |
| 15 | Bulgaria (bandiera) | C     | Lachezar Georgiev  |
| 16 | Mali (bandiera)     | C     | Mohamed Sylla      |

| N. |                         | Ruolo | Calciatore          |
| -- | ----------------------- | ----- | ------------------- |
| 17 | Francia (bandiera)      | C     | Damien Marie        |
| 18 | Bulgaria (bandiera)     | D     | Vanyo Ivanov        |
| 19 | RD del Congo (bandiera) | A     | Grace Tanda         |
| 20 | Paesi Bassi (bandiera)  | A     | Yoram Zandvliet     |
| 21 | Bulgaria (bandiera)     | D     | Mariyan Ognyanov    |
| 22 | Bulgaria (bandiera)     | D     | Tsveti Nedelchev    |
| 33 | Bulgaria (bandiera)     | P     | Vasil Asenov        |
| 77 | Bulgaria (bandiera)     | C     | Daniel Pehlivanov   |
| 99 | Bulgaria (bandiera)     | A     | Andon Gushterov     |
|    | Bulgaria (bandiera)     | D     | Deyan Ivanov        |
|    | Bulgaria (bandiera)     | C     | Ivan Kirev          |
|    | Bulgaria (bandiera)     | C     | Kristiyan Apostolov |

## Palmarès

### Competizioni nazionali
- Treta amat'orska futbolna liga: 2

gruppo nord-ovest: 2020-2021